# Chinese Democracy World Tour
Chinese Democracy World Tour är rockbandet Guns N' Roses nuvarande[när?] konsertturné som promotar deras senaste skiva: Chinese Democracy. Turnén startade 2001 och har sedan dess stundtals pågått. Bandet har besökt Sydamerika, Nordamerika, Europa, Asien och Australien sedan starten.

## Noterbara händelser

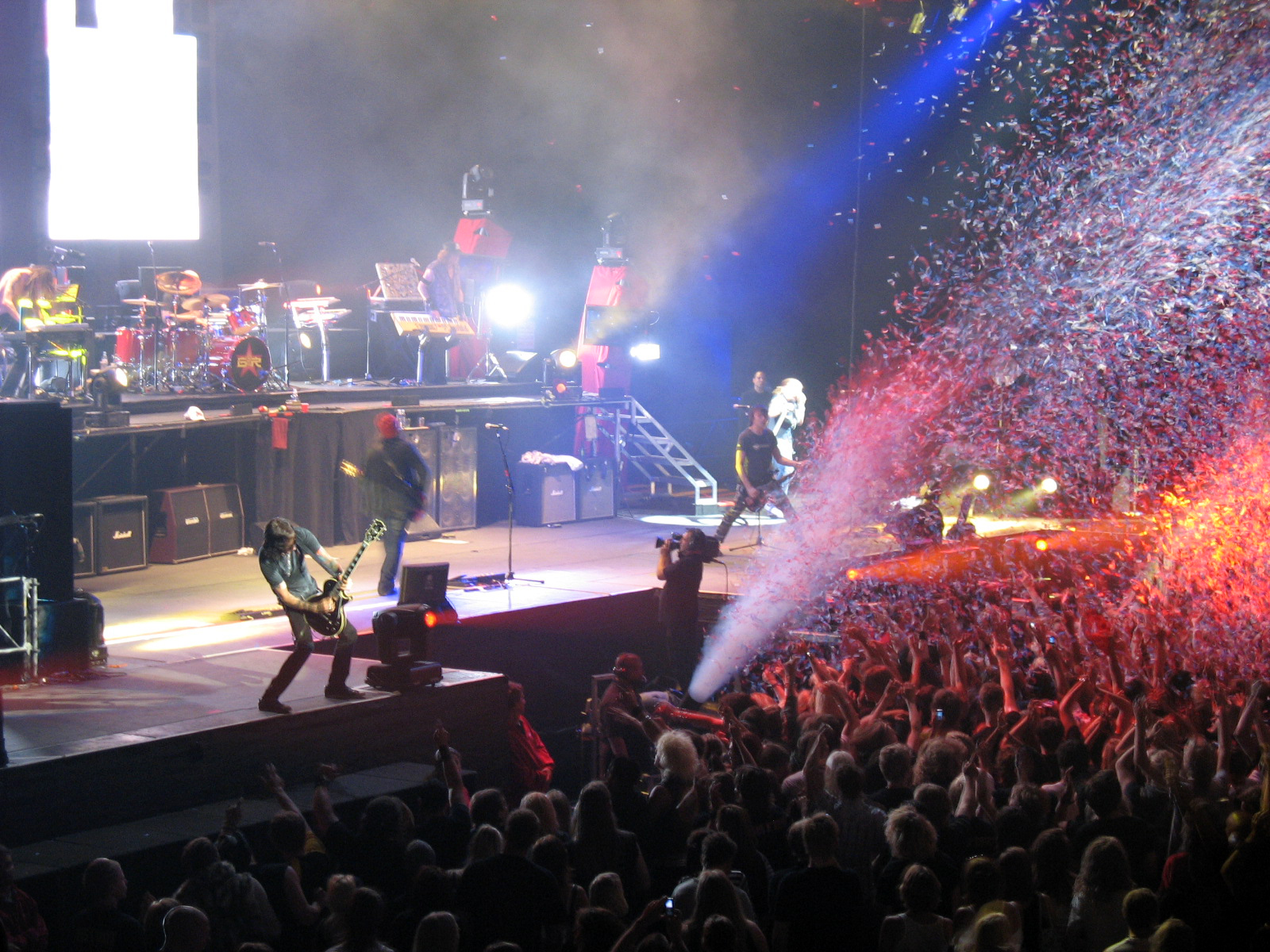
Guns N' Roses i Globen, Stockholm den 26 juni 2006

### 2007/08

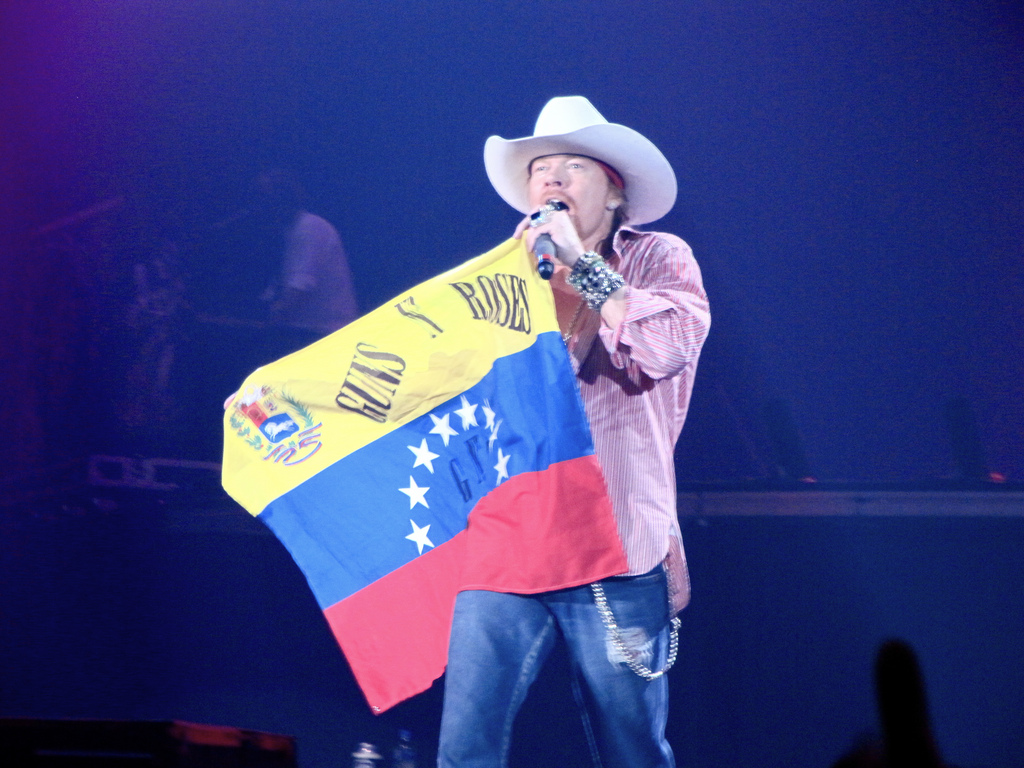
Axl Rose under en konsert i Venezuela, 2010